# Кромолін-Старий
Кромолін-Старий (пол. Kromolin Stary) — село в Польщі, у гміні Шадек Здунськовольського повіту Лодзинського воєводства.
Населення — 159 осіб (2011).
У 1975-1998 роках село належало до Серадзького воєводства.

## Демографія
Демографічна структура станом на 31 березня 2011 року:
|          | Загалом | Допрацездатний вік | Працездатний вік | Постпрацездатний вік |
| -------- | ------- | ------------------ | ---------------- | -------------------- |
| Чоловіки | 78      | 17                 | 53               | 8                    |
| Жінки    | 81      | 14                 | 48               | 19                   |
| Разом    | 159     | 31                 | 101              | 27                   |